# John Forbes (général)
Pour les articles homonymes, voir Forbes (homonymie).
John Forbes (5 septembre 1707 – 11 mars 1759) est un général britannique de la guerre de Sept Ans.